# Zec de l'Oie-Blanche-de-Montmagny
Pour les articles homonymes, voir Oie des neiges et Oie (homonymie).
La zec de l'Oie-Blanche-de-Montmagny est une zone d'exploitation contrôlée (zec) située dans la municipalité de Montmagny (Québec), dans la municipalité régionale de comté (MRC) de Montmagny (municipalité régionale de comté), dans la région administrative de Chaudière-Appalaches, au Québec, au Canada.
De juridiction provinciale (via la Société de la faune et des parcs du Québec), cette zec a été constituée le 1er juin 1987 conformément à la Loi sur la conservation et la mise en valeur de la faune (RLRQ, chapitre C-61.1). Elle est la seule dans la province de Québec qui vise spécifiquement la chasse aux oiseaux migrateurs. La Société d’aménagement de conservation des oiseaux migrateurs (SACOMM) administre les activités et le développement de la Zone d’Exploitation Contrôlée de l’Oie Blanche à Montmagny.

## Géographie
Le territoire de 8,4 km2 de la zec couvre la totalité des battures de Montmagny (d’Est en Ouest). Le territoire est entrecoupé du refuge d'oiseaux de Montmagny qui est administré par le Service canadien de la faune. La SACOMM a aménagé des aires de repos aux limites Est et Ouest de la ZEC, offrant aux oiseaux migrateurs une halte migratoire, leur permettant de s’alimenter, de sociabiliser et se reposer en territoire non chassé.
Annuellement, en octobre, le  festival de l'Oie Blanche de Montmagny est particulièrement populaire. Montmagny est aussi un endroit privilégié pour l'observation d'oiseaux de rivage. Le refuge d'oiseaux de Montmagny est l'un des 28 refuges d'oiseaux migrateurs situés dans la province de Québec.

## Chasse
Sur le territoire de la ZEC, la chasse à l’Oie Blanche commence en même temps que la chasse aux oiseaux migrateurs.
Pour accommoder la pratique de la chasse, des caches ont été aménagées, incluant, à chaque emplacement, un affût de marée haute et un affût de marée basse. Sur le territoire de la zec, chaque emplacement peut accommoder quatre chasseurs. Le mode de réservation des caches est basé sur le principe de « premier arrivé, premier servi ».
Équipements et accessoires de chasse
Les chasseurs peuvent réserver les services d’un guide expérimenté, afin de faciliter la pratique de la chasse sécuritaire, dispensant des conseils et guidant les chasseurs. La SACOMM recommande aux chasseurs de porter des vêtements chauds et imperméabilisés, de préférence à motifs camouflage, ainsi qu’un chapeau de chasse et maquillage de type «camo» ou masque facial, filet camouflage et cuissardes ou bottes-culottes, appelants de "Grande Oie des neiges" (non fournis par la ZEC) et appeaux. Il est requis pour chaque chasseur de porter avec lui son permis de chasse du petit gibier (provincial) et son permis de chasse aux oiseaux migrateurs (fédéral).
Étiquetage des oies
Les chasseurs sont priés de vérifier les pattes des oies abattues, jeunes ou adultes, pour la présence d'une étiquette de palmure. Ces étiquettes à code unique sont posées sur les jeunes dans l’Arctique (île Bylot, Nunavut). L'étiquetage permet aux intervenants du service de la faune d’estimer le nombre d’oisons qui survivent à leur première migration vers le sud. Les chasseurs sont invités à rapporter le code inscrit sur l’étiquette de palmure (ou sur une bague ou un collier), ainsi que l’endroit et la date de la capture.

## Toponymie
Le toponyme "Zec de l'Oie-Blanche-de-Montmagny" est directement lié à la mission spécialisée de la zec, soit pour des fins d'aménagement, d'exploitation ou de conservation des oiseaux migrateurs, en particulier la grande oie des neiges. La halte semestrielle de dizaines de milliers d'oies blanches attire des milliers de touristes. À Montmagny, la thématique de l'oie se transpose dans la dénomination de plusieurs établissements hôteliers et restaurants; les appellations telles que l'Oiselière, la Couvée, l'Oie Blanche font référence à la halte migratoire des oies dans leur périple de milliers de kilomètres.
Au Canada, l'oie des neiges est plutôt désigné "Oie blanche". Le toponyme "Zec de l'Oie-Blanche-de-Montmagny" a été officialisé le 6 août 1987 à la Banque des noms de lieux de la Commission de toponymie du Québec.